# Джордж Меллорі
Джордж Герберт Лі Меллорі (англ. George Herbert Leigh Mallory; 1886—1924) — альпініст, учасник трьох британських експедицій на Джомолунгму (1921, 1922, 1924). Його вважають найпершою людиною, яка здійснила спробу сходження на її вершину. Пропав безвісти під час сходження 8 червня 1924 разом з напарником по зв'язці Ендрю Ірвайном. Останки Джорджа Меллорі виявила 1 травня 1999 року американська пошукова експедиція. Черевик Ендрю Ірвайна з залишками ступні у підписаній шкарпетці виявили в 2024 році. Виявлення останків Меллорі дало історикам і експертам з альпінізму черговий серйозний привід для дискусії стосовно першості в підкоренні «Третього полюса землі».

## Ранні роки життя
Джордж Меллорі народився 1886 року в селі Мобберлі графства Чешир в сім'ї священнослужителя Герберта Лі Меллорі (1856—1943) і його дружини Енні Берідж (1863—1946). Джордж мав двох сестер і молодшого брата Траффорда Лі-Меллорі — майбутнього маршала ВПС Великої Британії під час Другої світової війни. Початкову освіту Джордж здобув у підготовчій школі в Істборні, потім у школі у Вест-Кірбі, а з 13 років навчався у Вінчестерському коледжі. На останньому році навчання в ньому вступив до секції скелелазіння й альпінізму Грехема Ірвінга, яка щорічно набирала учнів для сходження в Альпах. У жовтні 1905 року вступив до Кембриджського університету (Коледж Магдаліни) на історичний факультет. Від 1910 року працював викладачем у школі Чартергаус, де одним з його найкращих учнів був Роберт Грейвз, який згодом став відомим поетом і романістом. 1914 року Джордж одружився з Рут Тернер, у них народилися дві дочки і син — Клер (19 вересня 1915—2001), Берідж (16 вересня 1917—1953) і Джон (21 серпня 1920). Під час Першої світової війни Меллорі брав участь у бойових діях у складі Королівської артилерії. Після війни повернувся на роботу в Чартергаус, а 1921 року звільнився заради участі в першій британській експедиції на Еверест.

## Експедиції на Еверест

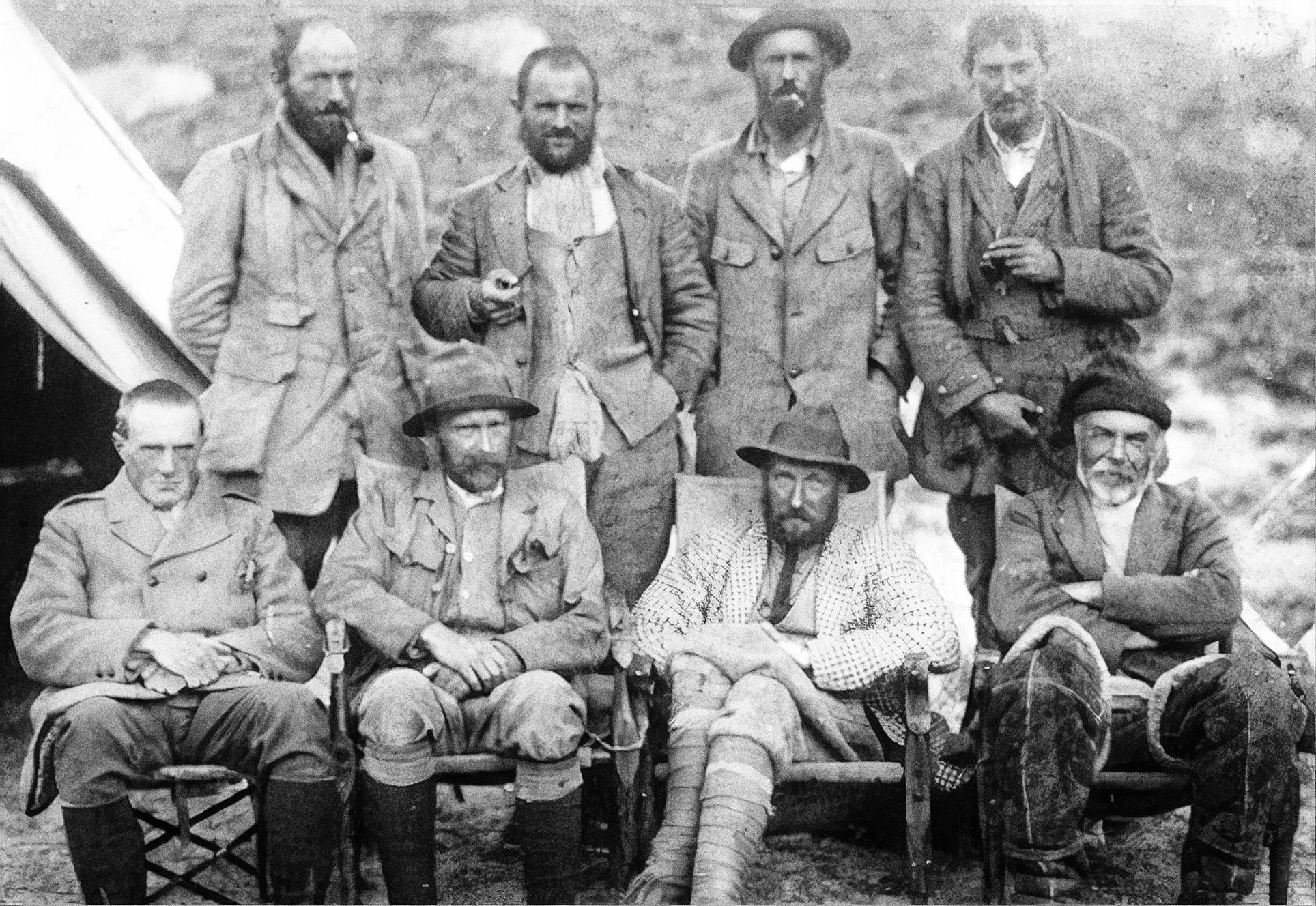
Експедиція 1921 року. Меллорі крайній праворуч у верхньому ряду

Основним завданням першої британської експедиції на Еверест 1921 року була топографічна зйомка околиць Евересту, а також пошук можливого шляху підйому на його вершину з півночі. Під час цієї експедиції було знайдено можливий маршрут на вершину уздовж льодовика Східний Ронгбук через перевал Північне сідло й далі по північному гребеню з виходом на передвершинну ділянку північно-східного гребеня.
У 1922 році Меллорі повернувся в Гімалаї у складі другої британської експедиції на Еверест. Під час експедиції Меллорі та інші учасники змогли піднятися по розвіданому раніше маршруту на висоту понад 8300 метрів. Експедицію згорнули у зв'язку з трагедією на Північному сідлі — в лавині загинули семеро шерпів. За участь в експедиції Джорджа Меллорі і ще 12-тьох її учасників на зимових Олімпійських іграх 1924 року в Шамоні нагороджено золотою медаллю за вперше введеною номінацією — альпінізм (Prix olympique d'alpinisme).
Третя британська експедиція на Еверест відбулася в 1924 року. Під час експедиції було здійснено три спроби сходження на вершину Евересту. Першу спробу здійснили Меллорі і Джеффрі Брюс (англ. Geoffrey Bruce) 1 червня (без використання кисню) — вдалося досягти висоти 7 700 метрів. Другу (також без кисню) 2 червня Едвард Фелікс Нортон і Говард Сомервелл — 4 червня досягнуто рекордної на той момент висоти 8570 метрів. Останню спробу досягти вершини здійснили Джордж Меллорі і Ендрю Ірвайн з табору VI на висоті 8 168 м. 8 червня 1924 учасник експедиції — кінооператор і геолог Ноель Оделл крізь розрив у хмарах бачив як вони прямують до вершини. Потім їх приховали хмари і відтоді живими їх ніхто не бачив. Своїм рішенням керівник експедиції Едвард Нортон визнав пошуки Меллорі і Ірвайна недоцільними і 10 червня експедицію було згорнуто.

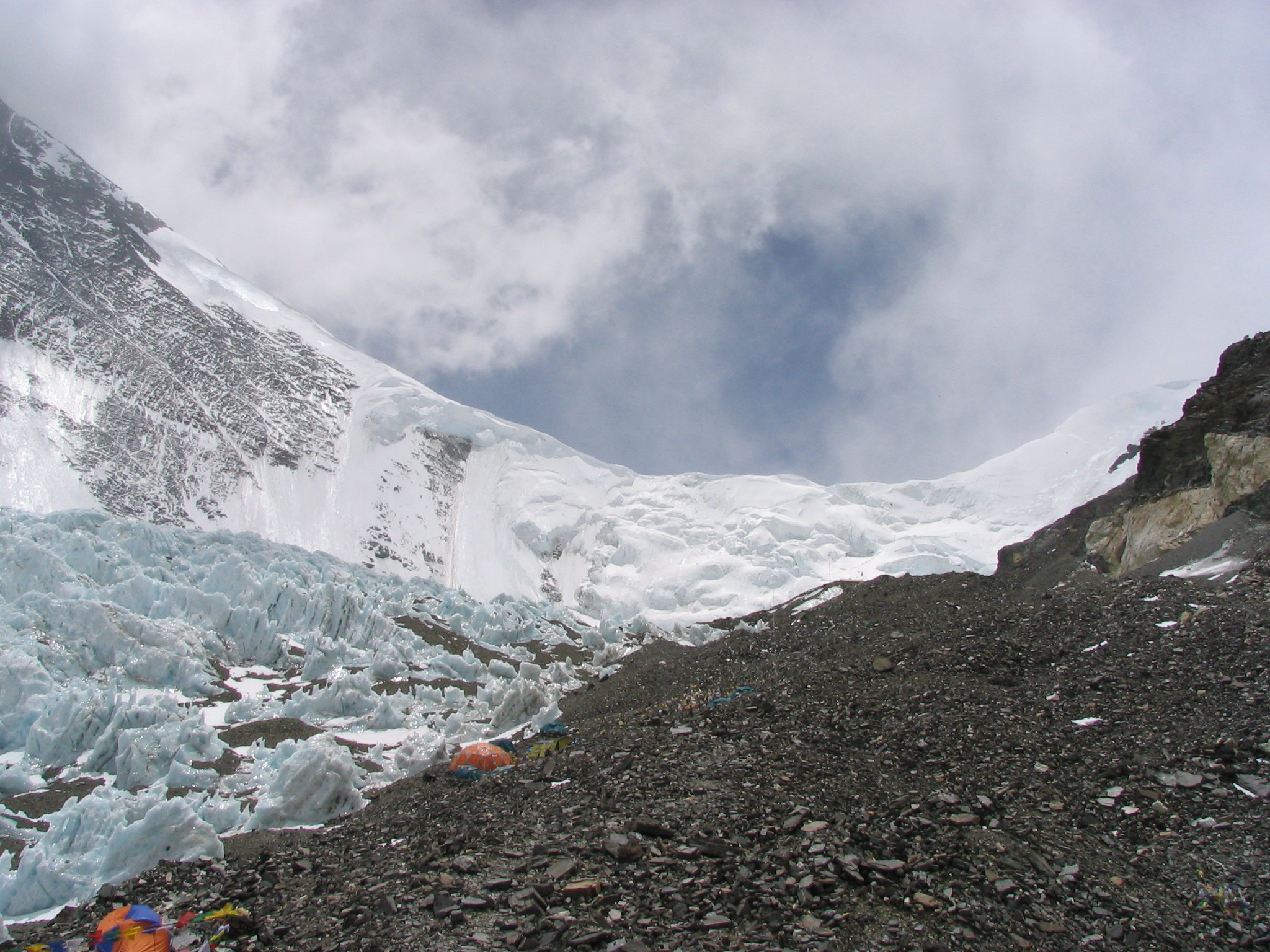
перевал Північне сідло (7020)

## Чи був Меллорі на вершині
Тіло Джорджа Меллорі виявила через 75 років після сходження 1 травня 1999 американська пошукова експедиція (англ. Mallory & Irvine Research Expedition) на висоті 8155 метрів. Воно перебувало на 300 метрів нижче північно-східного гребеня, приблизно навпроти місця, де 1933 року Британська експедиція під керівництвом Він-Харріса знайшла льодоруб Ірвіна, й було заплутане перебитою страхувальної мотузкою, що вказувало на можливий зрив альпіністів. Водночас, характер ушкоджень тіла Меллорі дозволяв припустити, що зрив стався набагато нижче північно-східного гребеня гори. На тілі Меллорі також виявлено багато артефактів, таких як альтиметр, прибрані в кишеню куртки сонцезахисні окуляри, маска від кисневого апарату, листи та ін., які давали можливість зробити висновок, що зрив стався в темний час доби на спуску до табору VI, звідки вони почали свій підйом на вершину. Але, найголовніше, на тілі не знайшли фотографію його дружини Рут і прапор Британії, які він мав намір залишити на вершині Евересту. Тіло Ендрю Ірвайна так і не знайшли

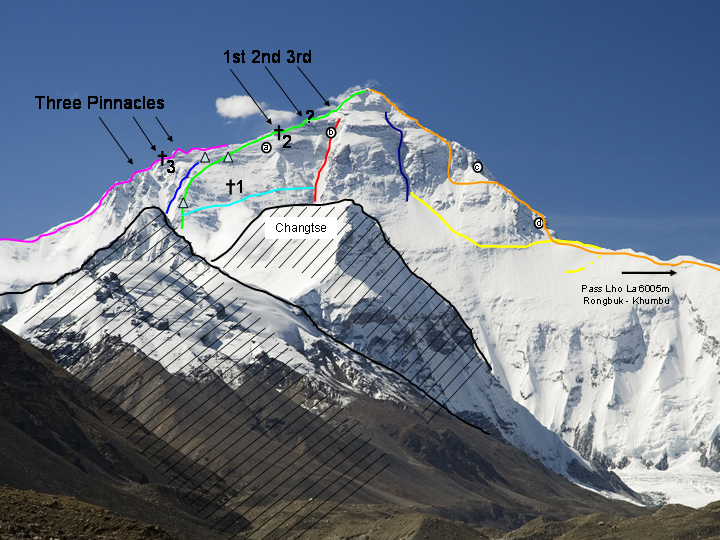
Еверест з Півночі. Хрестом позначене місце виявлення останків Меллорі, відмітки на передвершинному гребені відповідно 1-а, 2-а і «Третя сходинка»

До виявлення останків Меллорі, на підставі аналізу досвіду наступних експедицій, більшість альпіністів і експертів вважали, що навряд чи Меллорі та Ірвайн в їх спорядженні й одязі, а також з їх технікою скелелазіння, могли досягти вершини Евересту. Для цього вони мали подолати ключову ділянку на шляху до вершини по північно-східному гребеню — так звану «Другу сходинку» — 30 метровий східчастоподібний скельний виступ, технічно досить складний для сходження на такій великій висоті (8600) (іншої точки зору дотримувався, зокрема, альпініст і висотний оператор Грем Хойланд (англ. Graham Hoyland)). Першопрохідці маршруту Меллорі — китайська експедиція 1975 встановила для проходження найскладніших ділянок «Другої сходинки» алюмінієві сходи, які використовуються альпіністами і донині (сходження китайської експедиції в 1960 році за цим самим маршрутом було оскаржене, і, крім того, існує думка, що китайська команда могла приховати, або промовчати про знайдені сліди перебування на маршруті експедиції 1924 року, щоб не применшувати своє досягнення).
2007 року відомий американський альпініст Конрад Анкер, що виявив тіло Меллорі, і британець Лео Хоулдінг (раніше не бував на Евересті), спробували повторити маршрут Меллорі в одязі і зі спорядженням 1920-х років (експедиція «Висота Евересту-2007»). І хоча через холод їм все ж довелося переодягтися в сучасний одяг, вони зуміли подолати «Другу сходинку» вільним повзанням і досягти вершини Евересту, довівши тим самим, що Меллорі та Ірвайн могли здійснити такий підйом у 1924 році. Про цю експедицію знято документальний фільм, до якого, крім відзнятих матеріалів, увійшло багато кадрів кінохроніки експедицій 1922—1924 років.
Фотокамери, що з собою мали Меллорі та Ірвайн, і які могли б поставити остаточну крапку в дискусії «То хто ж був першим на Евересті?» були знайдені у 2017 році шведською експедицією.Нині новий проект проведення пошукової експедиції з пошуку тіла Ендрю Ірвайна організовує історик Евересту і альпініст Том Хользел (англ. Tom Holzel).

## Особисте життя
Під час навчання у Коледжі Магдалени, у 1907—1909 рр. близько зійшовся з Рупертом Бруком, Джеймсом Стрейчі , Літтоном Стрейчі, Джоном Мейнардом Кейнсом, Дунканом Грантом, які належали до групи Блумзбері. Його листи свідчать про кокетливий, гомоеротичний аспект цих стосунків. Після заручин у 1914 році він написав колишньому сексуальному партнеру Джеймсу Стрейчі: «Навряд чи вас шокує те, що я покинув лави модних гомосексуалістів (я й досі ще частково поділяю їхні переконання), якщо тільки ви не вважаєте, що я став моногамістом. Але можу вас запевнити, що останньої катастрофи не сталося».